# Gladiolus teretifolius
Gladiolus teretifolius är en irisväxtart som beskrevs av Peter Goldblatt och M.P.de Vos. Gladiolus teretifolius ingår i släktet sabelliljor, och familjen irisväxter. Inga underarter finns listade i Catalogue of Life.